# La Fidelidad Castellana
La Fidelidad Castellana fue un periódico editado en la ciudad española de Burgos fundado en 1883.

## Descripción
La publicación se autodescribía como «periódico defensor de las ideas tradicionalistas íntegras, sin reservas ni distingos». Publicado en Burgos y de periodicidad diaria, apareció el 1 de marzo de 1883, bajo la dirección de Desiderio José Castells. Entre sus colaboradores se contaron Policarpo Fernández Sánchez y Benito Fontcuberta. Descrito por Navarro Cabanes como «rabiosamente integrista», el periódico habría sido «desautorizado» por Melgar, en nombre del pretendiente carlista Carlos María de Borbón, el 9 de junio de 1888. Poco después se adhirió al «manifiesto de Burgos» junto con otros veintitrés periódicos que originarían la escisión de Nocedal. A partir de 1890 habría aparecido con carácter semanal.